# Suru (Geyer)
Suru is een bestuurslaag in het regentschap Grobogan van de provincie Midden-Java, Indonesië. Suru telt 5211 inwoners (volkstelling 2010).